# Marienkapelle
Marienkapellen sind dem Patrozinium Marias, der Mutter von Jesus Christus, unterstellte oder nach ihr benannte Kapellen:

## Deutschland
- Aachen: Marienkapelle, denkmalgeschützte Privatkapelle, auch bekannt als Schneebergkapelle
- Abtsteinach, Ortsteil Unter-Abtsteinach: Marienkapelle
- Adenau: Marienkapelle, denkmalgeschützte Filialkirche von 1893/95
- Ahrbrück, Ortsteil Pützfeld: Katholische Wallfahrtskapelle St. Maria
- Arnsberg: Marienkapelle, denkmalgeschützte Schulkapelle des Mariengymnasiums Arnsberg von 1906
- Bad Berneck: Marienkapelle Hohenberneck
- Bad Endbach, Ortsteil Wommelshausen: Marienkapelle, siehe Bad Endbach#Bauwerke
- Baden-Baden, auf dem Eckberg im Stadtteil Lichtental: Marienkapelle
- Badenweiler: Marienkapelle
- Bad Honnef, Ortsteil Rhöndorf: Marienkapelle
- Bad Kissingen: Marienkapelle
- Bad Kohlgrub, Gemeindeteil Sprittelsberg: Marienkapelle
- Bad Neustadt an der Saale: Marienkapelle
- Bamberg: Marienkapelle
- Bassenheim: Marienkapelle auf dem Karmelenberg
- Beckum: Marienkapelle
- Berlin: Kapelle der Nikolaikirche
- Berlin-Mitte: Kapelle im St. Hedwig-Krankenhaus
- Beselich-Obertiefenbach: Wallfahrtskapelle Maria Hilf (Beselich), Hessen[1]
- Buchfelln, Traunstein
- Burkardroth, Stadtteil Gefäll: Marienkapelle
- Burkardroth, Stadtteil Stralsbach: Marienkapelle (Stralsbach)
- Dörrenbach: Kolmerbergkapelle
- Drackenstein: Marienkapelle Oberdrackenstein
- Ebermannstadt: Marienkapelle
- Eichstegen: Marienkapelle Eichstegen
- Eidengesäß: Marienkapelle
- Eppingen, Stadtteil Rohrbach: Marienkapelle
- Erftstadt, Stadtteil Frauenthal: Marienkapelle
- Erkheim, Ortsteil Knaus: St. Maria
- Erlenmoos: Marienkapelle
- Ertingen: Marienkapelle
- Everswinkel: Marienkapelle
- Freising: The Chapel of Mary’s Mantle
- Forchheim: Marienkapelle
- Forst (Lausitz): Marienkapelle
- Marienkapelle (Fünfstetten)
- Geiselwind, Ortsteil Gräfenneuses: Marienkapelle (Gräfenneuses)
- Marienkapelle (Geratsried)
- Grainau, Ortsteil Hammersbach: Marienkapelle
- Großenlüder, Ortsteil Bimbach: Marienkapelle
- Hammelburg, Ortsteil Obererthal: Obererthal#Marienkapelle
- Hannover:
  - Marienkapelle auf der Neustadt, 1859 abgebrochene Kapelle im Gebiet der Calenberger Neustadt
  - Marienkapelle der Familie von Alten in Ricklingen, siehe Edelhofkapelle
  - Kapelle St. Marien vor dem Ägidientore
- Hardt: Marienkapelle
- Hergatz, Gemeindeteil Itzlings: Marienkapelle
- Hof Uhlberg: Marienkapelle
- Hofstetten: Marienkapelle
- Hürtgenwald, Ortsteil Simonskall: Marienkapelle
- Immenstadt, Gemeindeteil Reute: Marienkapelle
- Jockgrim: Schweinheimer Kirchel
- Kempten (Allgäu): Marienkapelle
  - Teilort Leupratsried: St. Marien
- Kleinkahl: Marienkapelle an der Kahlquelle
- Koblenz: Klausenbergkapelle (Koblenz)
- Kransberg, Ortsteil Usingen: Marienkapelle
- Marienkapelle (Kranzegg)
- Langerwehe, Ortsteil Jüngersdorf: Marienkapelle
- Lauterhofen: Marienkapelle zu Mittersberg
- Lengenwang, Gemeindeteil Albisried: Marienkapelle
- Limburg an der Lahn: St. Maria mit den Aposteln im Abendmahlssaal
- Marienkapelle (Lindenberg im Allgäu)
- Lindern: Marienkapelle
- Lübeln (Wendland): Marienkapelle
- Mainz: Marienkapelle
- Mamming: Groafrauerl
- Marktoberdorf, Gemeindeteil Hagmoos: Marienkapelle
- Mellrichstadt: Marienkapelle (Mellrichstadt), auch Großenbergkapelle
- Meschede: Marienkapelle auf Gut Bockum
- Minden, Stadtteil Hahlen: Marienkapelle
- Mönchengladbach, Ortsteil Hehn: Marienkapelle
- Monheim am Rhein: Marienkapelle
- München: Marienkapelle, Vorgängerbau der heutigen Frauenkirche
- Neuenstadt am Kocher, Weiler Buchhof: Marienkapelle
- Manching, Ortsteil Oberstimm: Marienkapelle
- Niedereschach, Ortsteil Sinkingen: Marienkapelle
- Oberaudorf, Einöde Schweinsteig: St. Maria
- Oetzen: Marienkapelle
- Olzheim, Ortsteil Knaufspesch: Hl. Maria
- Ostbevern: Marienkapelle
- Priesendorf: Marienkapelle
- Ramsthal: Marienkapelle
- Rannungen: Marienkapelle
- Rülzheim: Marienkapelle am Almosenberg
- Schweich, Ortsteil Issel: Marienkapelle
- Siegburg: Marienkapelle
- Sigratsbold: Marienkapelle
- Söder: Marienkapelle
- Stein am Kocher: Marienkapelle
- Steinigloh: Marienkapelle
- Stiepelse: Marienkapelle
- Stockhausen: Marienkapelle
- Stolberg (Rheinland), Ortsteil Dorff: Marienkapelle
- Stolberg (Rheinland), Ortsteil Schevenhütte: Marienkapelle
- Straeten: Marienkapelle
- Schwäbisch Gmünd, Stadtteil Straßdorf: Marienkapelle
- Südharz, Ortsteil Stolberg: Marienkapelle
- Telgte: Marienkapelle
- Theres, Gemeindeteil Obertheres: Marienkapelle
- Burgkapelle (Trochtelfingen)
- Uelzen, Ortsteil Riestedt: Marienkapelle
- Unterbruch: Marienkapelle
- Unterkürnach: Marienkapelle
- Velbert: Kapelle des Marienbergs in der Marienwallfahrt Neviges (Velbert)
- Visbek, Bauerschaft Endel: Marienkapelle
- Waldkirchen, Ortsteil Ensmannsreut: Marienkapelle
- Wiggensbach, Ortsteil Kolben: Marienkapelle
- Windsbach, Ortsteil Winkelhaid: Marienkapelle
- Würzburg: Marienkapelle

## Italien
- Laas:
  - Marienkapelle (Parnetz)
  - Marienkapelle am Untertrög

## Österreich
- Alberschwende
  - Ortsteil Dreßlen-Vorholz: Marienkapelle
  - Ortsteil Fischbach: Marienkapelle
- Zornkapelle (Eggersdorf bei Graz)
- Langen bei Bregenz, Ortsteil Hirschberg: Marienkapelle
- Leutasch, Ortsteil Lochlehn: Unterlochlehnkapelle Hl. Maria
- Wang: Marienkapelle
- Maria Altötting in Winklern

## Polen
- bei Polanów: Marienkapellen (Góra Chełmska)
- Marienkapelle (Wawel), Krakau

## Schweiz
- Brienz: Marienkapelle
- Mürren: Marienkapelle
- Vild: Marienkapelle
- Wettingen: Marienkapelle

## Tschechien
- Strahovice: Maria-von-Schönstatt-Kapelle